# 巨石音樂
巨石音樂股份有限公司（Elite Music Co., Ltd.）是一家台灣唱片公司，1987年成立，曾為滾石唱片旗下子公司，1992年正式退出滾石唱片旗下。曾一手捧紅的歌手包括張信哲、林隆璇、蔡榮祖、堂娜、于台煙。1996年被BMG收購，1999年結業，部份歌手轉到BMG繼續發行。

## 歌手列表（1987－1998）

### 男
- 張信哲(1989年－1995年) 1995年自設潮水音樂轉到科藝百代
- 林隆璇(1988年－1990年) 1992年轉到福茂唱片
- 蔡榮祖(1989年－1995年) 1995年解約
- 黎沸揮(1995年－1997年) 1997年解約
- 鍾鎮濤(1995年－1997年) Bee House為音樂製作及經理人公司，香港地區合約屬於博德曼音樂，1997年合約期滿
- 薛忠銘(1993年－1997年) 1997年退居幕後
- 殷正洋(1993年－1995年)
- 李冠毅(1990年－1991年) 1992年解約

### 女
- (1989年－1991年) 1991年解約
- 彭佳慧(1996年－1999年) 1999年合約轉至博德曼音樂
- 堂娜(1994年－1998年) 1998年轉投常喜音樂，1999年轉投友善的狗，2001年轉投博德曼音樂
- (1993年－1995年) 1996年轉到科藝百代
- 劉嘉玲(1994年－1996年) 只限台灣合約，1997年解約
- 關之琳(1994年－1995年) 只限台灣合約，1995年解約
- 張秀卿(1996年－1999年) 1999年合約轉至神采音樂
- 金智娟(1996年－1997年) 大聲音樂製作，1997年合約轉往環球唱片
- 劉小慧(1996年)